# Igor Konachenkov
Igor Ievgueniévitch Konachenkov (en russe : Игорь Евгеньевич Конашенков), né le 15 mai 1966 à Kichinev (Chișinău) en République socialiste soviétique moldave, est le principal porte-parole du ministère de la Défense de la fédération de Russie.

## États de service
Igor Konachenkov naît le 15 mai 1966 à Kichinev.
Konachenkov est diplômé avec distinction du département d'ingénierie de l'École militaire supérieure de radioélectronique de défense aérienne de Jytomyr en 1988.
En 1998, il est diplômé de l'Académie militaire de défense aérienne. En 2006, il est diplômé des cours supérieurs de l'Académie militaire de l'état-major général des forces armées de Russie.
Il a servi dans les forces de défense aérospatiale russes, à la direction du commandement majeur des forces de défense aérienne territoriales.
À partir de 1998, Konachenkov était officier supérieur, chef de groupe et chef adjoint du Département de la coopération avec les médias russes et étrangers du service de presse du ministère de la Défense de la fédération de Russie.
En 2003, il devient chef du service de presse et commandant adjoint du district militaire du Caucase du Nord pour les affaires publiques et médiatiques.
En 2005, il devient chef du service de presse de l'armée et commandant en chef adjoint de l'armée pour les affaires publiques et médiatiques.
En 2009, il est nommé chef adjoint du département des affaires médiatiques et de l'information du ministère de la Défense de la fédération de Russie et en août 2011, il devient chef du département des affaires médiatiques et de l'information du ministère de la Défense de la fédération de Russie par décret du président de La fédération Russe.
C'est le principal porte-parole militaire de la Russie.
Il a dirigé des unités de soutien d'information de l'armée russe dans le Caucase du Nord et la Force collective de maintien de la paix dans la zone de conflit Géorgie-Abkhazie.
Konachenkov a reçu l'ordre du Courage, l'ordre du Mérite militaire, l'ordre de l'Amitié et 14 autres médailles
Konachenkov est membre du présidium de l'Union des journalistes de Moscou qui lui a décerné un diplôme pour services à l'ouverture dans la presse en 2016.

### Invasion de l'Ukraine par la Russie en 2022
En tant que porte-parole du ministère de la Défense, Konashenkov apparaît dans des vidéos d'information du matin, de l'après-midi et du soir sur la progression de l'invasion de l'Ukraine par la Russie en 2022, elle-même une partie de la guerre russo-ukrainienne. Konashenkov utilise la terminologie officielle de la guerre, comme indiqué par le président russe Vladimir Poutine. Ainsi, Konashenkov fait toujours référence à la guerre comme une « opération militaire spéciale » (en russe : специальная военная операция, spetsialnaïa voïennaïa operatsia).
Konashenkov fait référence aux combattants du côté ukrainien en tant que « nationalistes » (националисты (natsionalisty)), « militants » (боевики (boeviki)) et « nazis » (нацисты (natsisty)). Ce n'est que lorsque les soldats sont capturés ou se rendent au camp russe que Konashenkov désigne les Ukrainiens comme des militaires des Forces armées de l'Ukraine.
La « conquête » russe des lieux habités n'est jamais mentionnée, seulement leur « prise de contrôle » (взять под контроль (vzjatʹ pod kontrolʹ)). Konashenkov a annoncé le « blocus » (блокировать (blokirovatʹ)) des zones urbaines chaque fois que les Forces armées russes se battent pour conquérir une ville. De même, un « regroupement prévu des forces » (плановая перегруппировка войск (planovaja peregruppirovka vojsk)) dans les annonces de Konashenkov correspond à une retraite russe. Konashenkov euphémise des combats urbains prolongés en tant que zatchistka (зачистка, litt. « nettoyage »).
Le premier jour de l'invasion, le 24 février, Konashenkov a annoncé l'incapacité de « 74 objets au sol ». Konashenkov a énuméré onze aérodromes, quatre drones de combat Bayraktar TB2, 18 stations radar, trois postes de commandement, un hélicoptère et une base navale: un total de 37 objets. Le lendemain, Konashenkov a annoncé que le « blocus » russe de Tchernihiv avait été achevé. Les Russes n'ayant pas encerclé Chernihiv ou Kiev, Konashenkov ont décrit les retraits russes après les échecs de l'offensive de Kiev et la bataille de Tchernihiv en tant que « regroupement prévu des forces ». Le 2 mars, il a annoncé qu'un total de 572 prisonniers avait été fait. Cependant, dans les annonces précédentes, Konashenkov avait déjà annoncé la capture de 838 prisonniers ukrainiens.
Début juin 2022, Konachenkov est promu lieutenant général.